# 西庇太
西庇太（希臘語：Ζεβεδαῖος），根據四福音書的描述，為雅各和約翰兩位耶穌十二門徒的父親。 根據馬可福音15:40,指他是撒羅默的丈夫。他的職業為漁夫。儘管他的名字數次在福音書中出現，他真的出現的那一次，只在馬太福音4:21-22和馬可福音1:20,記載他在耶穌叫雅各和約翰後留在船上。馬太更指他與「被聘請的人」一同留下。 他住在伯赛大或其附近。